# Kasuáři
Kasuáři (Casuariiformes) představují řád velkých nelétavých ptáků, který zahrnuje jedinou čeleď kasuárovití (Casuariidae), do které se řadí tři recentní druhy kasuárů (kasuár přílbový, menší, jednolaločný) a jeden emu (emu hnědý). Emu hnědý bývá občas řazen do samostatné čeledi Dromaiidae. Tito velcí nelétaví ptáci se vyskytují v Austrálii a na Nové Guineji.

## Systematika
Kasuáři se řadí k běžcům, kde představují jasně vymezenou skupinu. Fylogenetické vztahy běžců se v odborné literatuře řeší už dlouho a ani zapojení genetických metod nepřineslo konzistentní výsledky. Studie DNA se však shodují na tom, že sesterskou skupinu řádu Casuariiformes představuje klad tvořený kivijemi a vyhynulými aepyornisy (Aepyornithiformes).

### Seznam druhů
Ke kasuráům a emuům se řadí následující recentní a fosilní druhy:
Casuariiformes (Sclater, 1880) Forbes 1884 – kasuáři 
- ?†Diogenornis - Alvarenga, 1983
  - †Diogenornis fragilis Alvarenga, 1983
- Casuariidae Kaup, 1847 – kasuárovití
  - †Emuarius Boles, 1992
    - †Emuarius gidju (Patterson & Rich 1987) Boles, 1992
    - †Emuarius guljaruba Boles, 2001

  - Casuarius (Linnaeus 1758) Brisson, 1760 – kasuár 
    - †Casuarius lydekkeri Rothschild, 1911
    - Casuarius casuarius (Linnaeus, 1758) Brisson, 1760 – kasuár přilbový
    - Casuarius unappendiculatus Blyth 1860 – kasuár jednolaločný
    - Casuarius bennetti Gould, 1857 – kasuár menší
    - Dromaius Vieillot, 1816 – emu
      - †Dromaius arleyekweke Yates & Worthy, 2019
      - †Dromaius ocypus Miller, 1963
      - Dromaius novaehollandiae (Latham, 1790) Vieillot 1816 (emu hnědý)
        - †D. n. minor Spencer, 1906 – emu malý
        - †D. n. baudinianus Parker, 1984 – emu ostrovní
        - †D. n. diemenensis (Jennings, 1827) Le Souef, 1907
        - D. n. novaehollandiae (Latham, 1790) – emu hnědý